# Nora Edletzberger
Nora Edletzberger (geb. bulgarisch Нора Иванова, Nora Iwanowa, engl. Transkription Nora Ivanova, in erster Ehe Güner; * 1. Juni 1977) ist eine ehemalige österreichische Sprinterin bulgarischer Herkunft.

## Werdegang
Bei den Leichtathletik-Weltmeisterschaften 1995 in Göteborg schied sie über 100 und 200 Meter im Vorlauf aus. Im Jahr darauf gewann sie bei den Leichtathletik-Juniorenweltmeisterschaften Gold über 100 und Bronze über 200 Meter. Bei den Weltmeisterschaften 1997 in Athen erreichte sie über 100 Meter das Viertelfinale, und bei den Leichtathletik-Europameisterschaften 1998 in Budapest wurde sie Fünfte über 200 Meter. 1996 wurde sie Bulgarische Meisterin über 100 Meter im Freien, 1997 über 60 Meter in der Halle.
Durch eine Ehe, die 2001 geschieden wurde, erwarb sie die türkische Staatsbürgerschaft. 2001 gewann sie bei den Mittelmeerspielen Gold über 100 und 200 Meter. Bei den Leichtathletik-Halleneuropameisterschaften 2002 in Wien wurde sie Vierte über 200 Meter.
Im Juni 2006 wurde sie österreichische Staatsbürgerin. 2007 wurde sie österreichische Staatsmeisterin über 100 und 200 Meter. Nora Edletzberger ist 174 cm groß und ihr Wettkampfgewicht betrug 62 kg.

## Persönliche Bestzeiten
- 60 m (Halle): 7,21 s, 27. Januar 2001, Karlsruhe
- 100 m: 11,23 s, 19. August 1998, Budapest
- 200 m: 22,71 s, 12. Mai 2002, Izmir
  - Halle: 23,05 s, 28. Januar 2003, Wien